# Phonognatha
Phonognatha is een geslacht van spinnen en het typegeslacht van de familie Phonognathidae.

## Soorten
- Phonognatha graeffei (Keyserling, 1865)
- Phonognatha melania (L. Koch, 1871)
- Phonognatha neocaledonica Berland, 1924
- Phonognatha tanyodon Kallal & Hormiga, 2018